# عبد المحسن الرفاعي
السيّد عبد المحسن أحمد صالح الرفاعي (1929 - 4 أكتوبر 2002) شاعر كويتي. ولد في مدينة الكويت. حصل على الشهادة الثانوية من مدارسها. ركب البحر وهو لم يتجاوز 17 عاما وعمل تبابا ثم سيبا مع شقيقه صالح لمدة طويلة، وانتقل بعد ذلك إلى سفن السفر، وعمل بعد ذلك في شركة النفط كمراقب عدادات وقياس الساعات، ثم عمل في وزارة الداخليّة، فمديرًا للشؤون الثقافية في وزارة الدفاع، ثم انصرف للتجارة. من دواوينه الشعرية ديوان الرفاعي المنوّع 1967 ومن الأيام 1973 وابتهالات دينيّة 1979.

## سيرته
ولد السيّد عبد المحسن بن أحمد بن صالح الرفاعي في مدينة الكويت سنة 1929 في شرق في حي الشملان. تلقى تعليمه عند ملا بلال في مدرسته بالشرق في فريج الزهاميل، فتعلم القرآن والكتابة والحساب ودرس اللغة العربية وختم القرآن. ثم انتقل إلى المدرسة الأحمدية ومنها إلى المدرسة الشرقية ومقرها ديوان المضف حيث نال الشهادة الابتدائية، بعدها ارتاد المدرسة المباركية، وهناك أتم الفصل السادس، من ثم ترك الدراسة واتجه إلى العمل. 

ركب سفن الغوص مع شقيقه هاشم وهو النوخذة وصاحب السفينة، وكان عمله على ظهر السفينة (سيب) إلا أنه لم يستفد منه بالغوص مع شقيقه، بعد ذلك ركب سفن الغوص مع النوخذة صقر بن فهد الدعيج وطلحه المسباح والنوخذة الرغيب، واستمرّ فيها نحو 13 سنة، لكنه لم يستفد منها بل خرج مديوناً.

ترك الغوص سنة 1947، وركب سفن السفر الخشبية الكبيرة مع النوخذة محمود العصفور في البوم اقبال وشملت الرحلة البصرة والهند إلى خور ميان، ثم إلى براوه وبومباي، ثم إلى منقرور وسمبرانغا وممباسه، ثم إلى زنجبار، وشملت رحلة العودة جزيرة كوالا ثم زنجبار، وأثناء خروج السفينة من خور سمبرانغا، سقط عبد المحسن الرفاعي في البحر وتم انقاذه. عندما وصل الكويت حصل على 300 روبية، وهي الأولى والأخيرة له من العمل في البحر، إذ ما لبث أن انتقل إلى شركة نفط الكويت وعين في وظيفة «كيج مان» ، مراقب عدادات وقياس الساعات وتحديد كمية النفط الذي يعبأ في السفن، بعد ذلك عمل في الميناء في الكويت، وكان يتقاضى عشر روبيات في اليوم.

التحق بعد في العمل الحكومي، وعمل في قسم الجوازات في أول مقر للجوازات في الأمن العام، ومنه إلى مبنى الجوازات في ساحة الصفاة، وبعد ذلك إلى الشويخ. من ثم انتقل إلى وزارة الدفاع وعمل بضع سنوات حتى وصل إلى مدير الشؤون الثقافية، من مهامه الإشراف على ركن الجيش والقوات المسلحة، وأصبح نائباً لمدير ديوان الوزارة. لم يمكث طويلاً في منصبه هذا، فانتقل إلى الكلية العسكرية ومن ثم طلب التقاعد وعمل في تجارة العقارات.

توفي 4 أكتوبر 2002 في مسقط رأسه عن عمر يناهر 73 سنة.

## شعره
بدأ بالشعر باكرا، في الحادية عشرة من عمره متأثرا بأخيه صالح، فأجاده إجادة تامة بنوعيه العربي الفصيح والنبطي.

قدّم للمكتبة الغنائية قرابة 700 أغنية بين عاطفية ووطنية ودينية، وتميز بكتابة القصيدة باللغة العربية، بالإضافة إلى كتابة الأغنية باللهجة العامية. توزعت أعماله الغنائية بين الأوبريت والنشيد والأغنية الوطنية والدينية. 

تأثر بالاتجاهات الوطنية والصوفية التي شكّلت بعض روافد الشعر العربي، وقدم في قصائده صوراً لأحداث مرت في تاريخ الكويت.

## مؤلفاته
من دواوينه الشعرية:
- ديوان الرفاعي المنوّع 1967
- من الأيام 1973
- ابتهالات دينيّة 1979.

## وصلات خارجية
- في موقع أرشيف المجلات، وصلة أخرى